# Polderdistrict Bommelerwaard
Het Polderdistrict Bommelerwaard was een waterschap in de provincie Gelderland. Het polderdistrict werd op 1 februari 1969 opgericht en ging in 1982 met het polderdistrict Polderdistrict Maas en Waal op in Polderdistrict Groot Maas en Waal.

## Fusies
Waterschappen die bij de oprichting het polderdistrict Bommelerwaard vormden, zijn (onder andere):
- Polderdistrict Bommelerwaard boven de Meidijk
- Polderdistrict Bommelerwaard beneden de Meidijk
- Buitenpolder Munnikenland
- Buitenpolder Het Eiland Nederhemert
- Buitenpolder Polder van Bern
- Buitenpolder Polder van Alem
- Buitenpolder Heerewaarden

NB: Op 1 januari 1979 gingen er nog een paar aangrenzende ongereglementeerde uiterwaarden op in het polderdistrict.